# ジェンキンス (DD-447)
ジェンキンス (USS Jenkins, DD-447) は、アメリカ海軍の駆逐艦。フレッチャー級駆逐艦の一隻。艦名はソーントン・A・ジェンキンス海軍少将に因む。その名を持つ艦としては2隻目。

## 艦歴
「ジェンキンス」は太平洋戦争開戦前の1941年11月27日にニュージャージー州カーニーのフェデラル・シップビルディング・アンド・ドライドック社で起工され、1942年6月21日にマリオン・パーカー・エンブリー夫人によって、姉妹艦の「ラ・ヴァレット」(USS La Vallette, DD-448)と同時に進水。同年7月31日に艦長H・F・ミラー少佐の指揮下就役した。

### 第二次世界大戦
就役後、1942年の夏を慣熟訓練で過ごした「ジェンキンス」は10月24日にメイン州カスコ湾を出発し、北アフリカへの上陸作戦（トーチ作戦）に参加する船団を護衛した。11月8日にカサブランカ沖に到着後、カサブランカ沖海戦に参加した。作戦成功後、11月19日にニューヨークへ戻った「ジェンキンス」は太平洋艦隊に配属され、対日作戦に参加することになった。
年が明けた1943年1月4日にニューカレドニアのヌーメアへ到着後、「ジェンキンス」は直ちにソロモン諸島と珊瑚海で哨戒活動を開始。6月29日にニュージョージア島への上陸で支援砲撃を行った。さらに、ヴォールデン・L・エインスワース少将率いる第36.1任務群に加わった「ジェンキンス」は7月5日にツラギを出撃しコロンバンガラ島沖海戦に参加した。
7月18日、「ジェンキンス」は損傷した水上機母艦「チンコテーグ」(USS Chincoteague, AVP-24) を支援するためにサンタクルーズ諸島南方160kmの海域へ派遣された。日本軍の空襲を受けたものの、「ジェンキンス」は「チンコテーグ」を無事にエスピリトゥサント島へ到着させることができた。
続く4ヶ月間、「ジェンキンス」は護衛任務、演習をこなすと共にギルバート・マーシャル諸島の戦いへ参加する。11月5日にマキンの戦いとタラワの戦いの支援を行うアーサー・W・ラドフォード少将の空母群の護衛を行い、続いて空母群とともに12月4日からマーシャル諸島でクェゼリン環礁とウォッジェ環礁への空襲のため移動した。作戦中に空襲によって空母「レキシントン」(USS Lexington, CV-16) が被雷したため、「ジェンキンス」は「レキシントン」を護衛して12月9日に真珠湾に到着した。
1944年1月25日、「ジェンキンス」はマーシャル諸島で支援を行っている空母その他艦艇への給油を行うタンカーと共にハワイを出発する。2月を通じてタンカーと行動を共にした後、3月にブーゲンビル島を艦砲射撃した。4月下旬にはホーランジアの戦いとアイタペの戦いを支援する第77任務部隊を護衛、6月にはビアク島沖海戦にも参加している。その後も夏の間、ヌンホル島の戦い、サンサポールの戦い、モロタイ島の戦いの支援や哨戒・護衛といった様々な活動を行った。
「ジェンキンス」はレイテ島の戦いに参加するため10月12日にマヌス島を出発、レーダーピケット艦及び戦闘機管制艦として活動する。レイテ沖海戦中も11月27日までレーダーピケット任務を継続した。12月28日からはルソン島の戦いで沿岸砲撃を実施したほか、1945年1月下旬からはリンガエン湾で対潜哨戒に従事した。

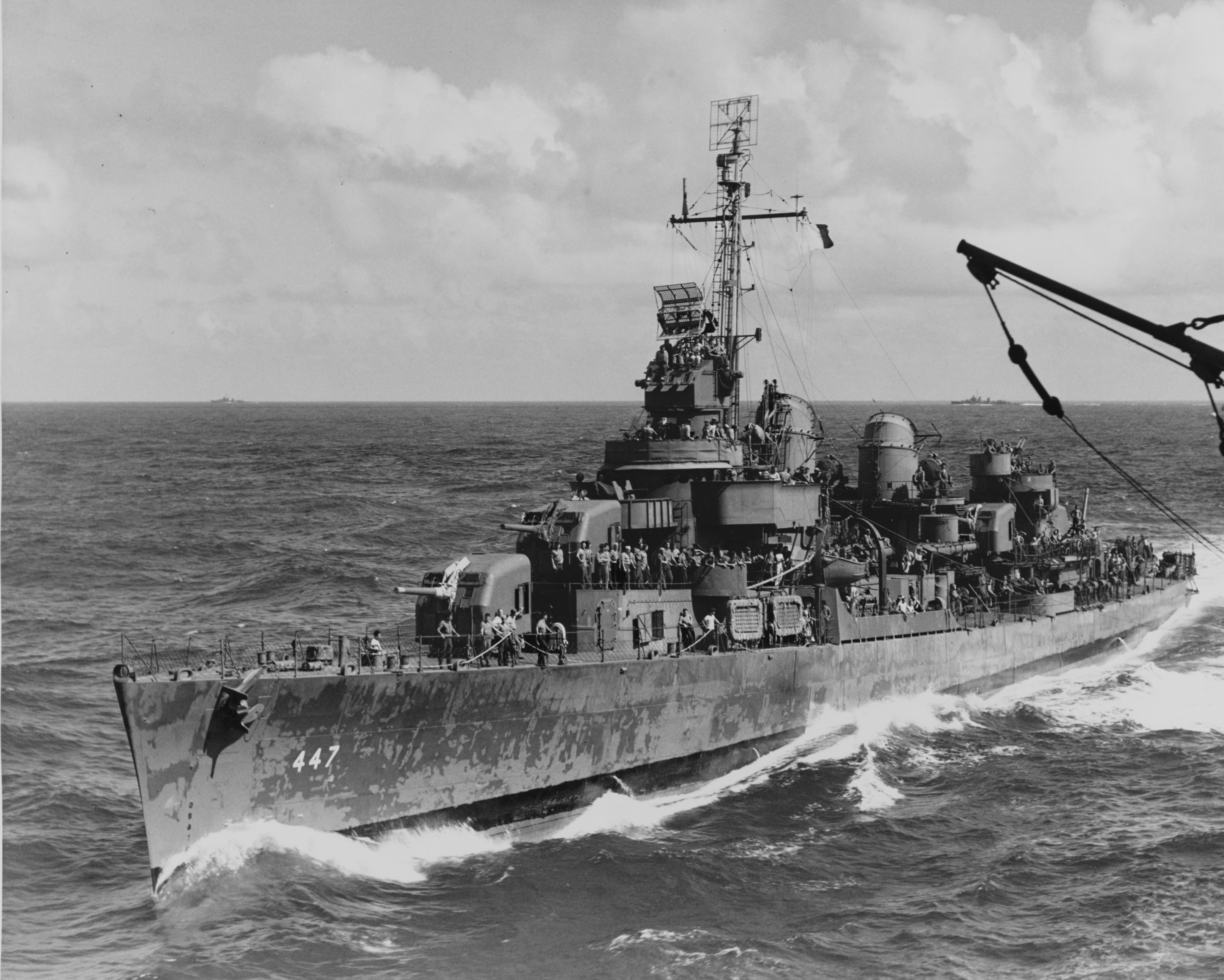
1943年頃のジェンキンス。

1945年1月31日、フィリピンミンドロ島北西沖で駆逐艦「オバノン」(USS O'Bannon, DD-450)「ベル」(USS Bell, DD-587)、護衛駆逐艦「ウルヴァート・M・ムーア」(USS Ulvert M. Moore, DE-442) と共にミンドロ島とルソン島の間を通過する日本の輸送船がいないか哨戒していた。19時55分、ルソン島の戦いを支援していた軽巡洋艦「ボイシ」(USS Boise, CL-47) がレーダーで船を探知。その後ベルも9,250ヤード (8.46 km) の距離で船をレーダー探知。確認のため「ベル」と「オバノン」が現場に向かった。その後、レーダーから反応が消えたため潜水艦と判断した2隻はソナーで潜水艦を探知し、爆雷を投下したが効果はなかった。その後、「ウルヴァート・M・ムーア」が支援のために合流。「ベル」は再度潜水艦をソナー探知。爆雷投下により、重油が浮かび上がってくるのを確認した。21時22分、「ジェンキンス」が合流し、爆雷攻撃を行った。1時間後、「ウルヴァート・M・ムーア」がヘッジホッグ24発を投下。その後もヘッジホッグ攻撃を行った。2月1日00時15分、「ウルヴァート・M・ムーア」が最後のヘッジホッグ攻撃を行い、潜水艦を撃沈した。この潜水艦は「呂号第百十五潜水艦」であった。
「ジェンキンス」は2月13日にコレヒドール島の沿岸砲撃と掃海活動に従事、以降も4月下旬まで各地での砲撃支援や対潜哨戒を継続した。4月24日にスービック湾を出撃し、ボルネオ島近海のセレベス海で掃海と上陸援護に向かったが、4月30日にタラカン島で触雷してしまい乗員1名が戦死。損傷した「ジェンキンス」はスービック湾へ後退し浮きドックに入渠して応急修理を行った。
「ジェンキンス」は6月18日に本格的な修理を実施するため出港、7月8日にカリフォルニア州サンペドロへ到着する。そのまま西海岸で終戦を迎え、1946年5月1日に退役した。

### 朝鮮戦争

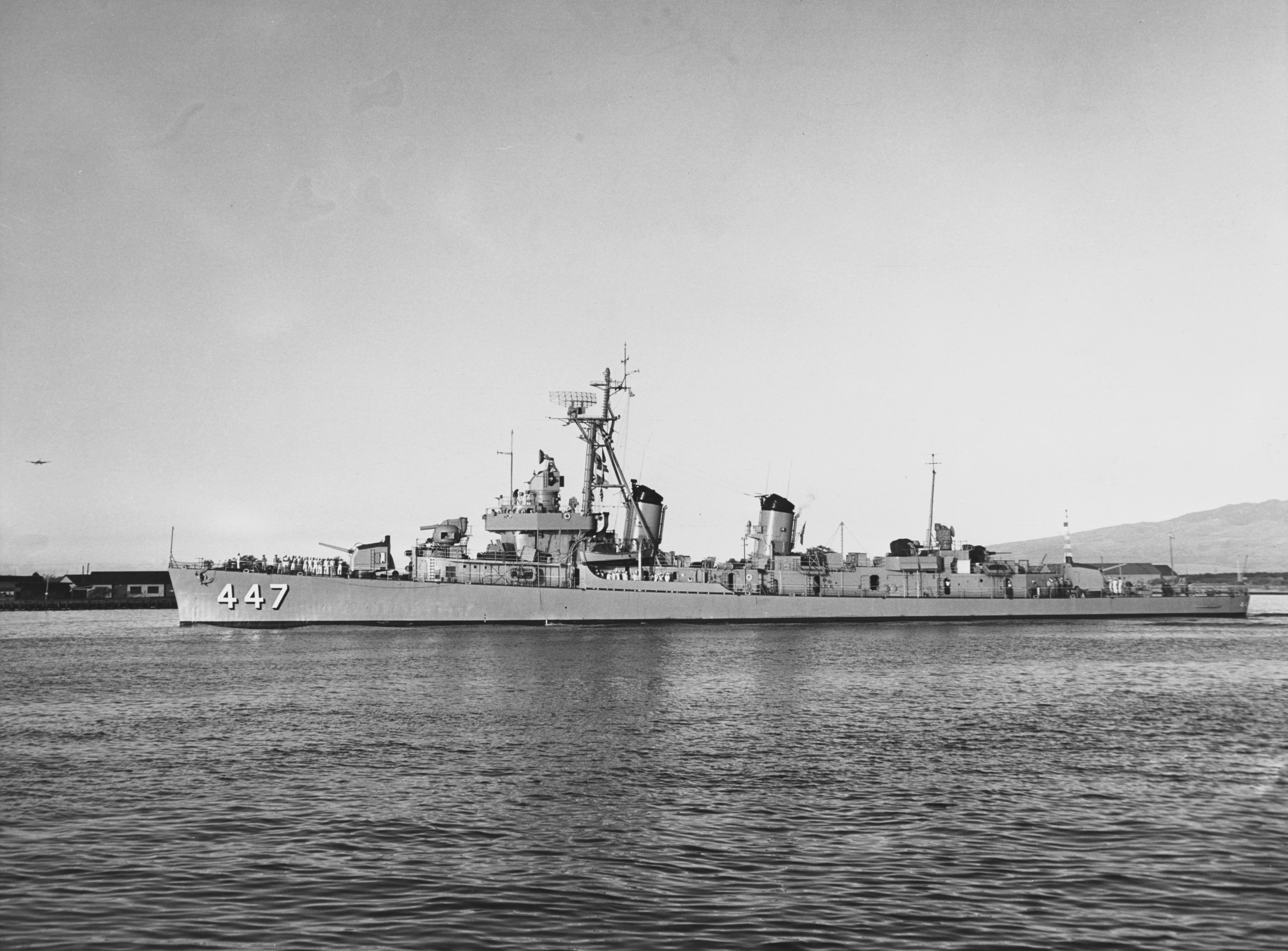
改装後、護衛駆逐艦（DDE）となったジェンキンス。1953年1月14日撮影。

朝鮮戦争の勃発により1951年11月2日、「ジェンキンス」は DDE-447 （護衛駆逐艦）として、艦長C・F・マクギヴァーン中佐の指揮下再就役する。1952年2月25日にサンディエゴを出航し、真珠湾での訓練期間に入る。訓練が完了すると6月12日に日本に到着し、その年の夏は、朝鮮半島の地上部隊に航空支援を行う第77任務部隊と共に作戦活動に従事する。さらに韓国沖合、台湾での偵察任務を行い、12月5日に母港の真珠湾に帰還した。
真珠湾での活動後、1953年11月10日に再び極東に配備される。韓国および台湾海域の偵察を行い、6月15日に真珠湾に帰還した。1954年から1963年まで「ジェンキンス」は第7艦隊とともに平和維持活動のため毎年巡航を行う。1958年の配備では人民解放軍が金門島と馬祖島の国民党軍に対して示威活動を行い、第7艦隊は警戒態勢に入った。

### ベトナム戦争

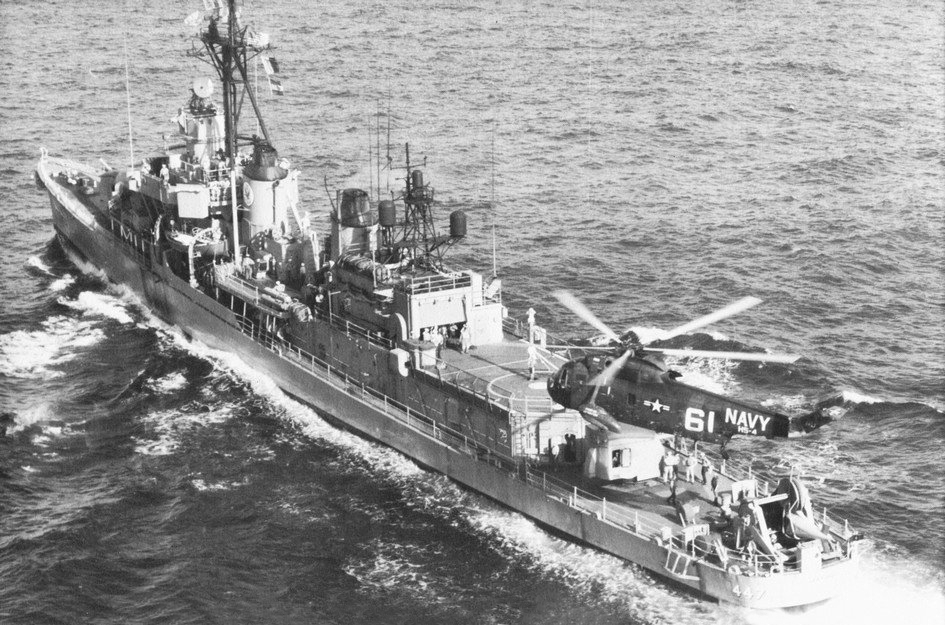
FRAM II改装後のジェンキンス。QH-50 DASH用の格納庫と飛行甲板がよくわかる。1964年頃。

1960年代初め、ジェンキンスには駆逐艦「ニコラス」（USS Nicholas, DD-449）「ラドフォード」（USS Radford, DD-446）と同様に更なる改装（FRAM II）が行われた。1962年6月30日に「ジェンキンス」は DD-447 （駆逐艦）に艦種が戻された。
ラオスとベトナムにおける共産勢力の攻勢により、1960年代の第7艦隊の配備は重要な意味を持った。「ジェンキンス」は1964年と1965年の大半は真珠湾を拠点として作戦活動に従事した。
1966年2月9日に再び極東へ出航し、21日にはベトナムの海兵隊を支援するため支援艦砲射撃を行う。日本とフィリピンでの休養後、「ジェンキンス」は任務を再開し、7月22日に真珠湾に帰還した。
その後ハワイ海域で作戦活動に従事し、9月11日にオーバーホールのため真珠湾海軍造船所入りする。作業は1967年初めに完了し、ベトナム周辺での新たな任務のための準備を行った。
「ジェンキンス」はその後1969年7月2日に退役し、1971年2月17日にスクラップとして売却された。

## 栄典
「ジェンキンス」は第二次世界大戦の戦功で14個の、朝鮮戦争の戦功で1個の従軍星章を受章した。